# Нитрит бария
Нитрит бария — неорганическое соединение, 
соль металла бария и азотистой кислоты с формулой Ba(NO2)2,
бесцветные кристаллы,
растворяется в воде,
образует кристаллогидрат. Относится к веществам 2-го класса опасности.

## Физические свойства
Нитрит бария образует бесцветные кристаллы
гексагональной сингонии.
Растворяется в воде.
Образует кристаллогидрат состава Ba(NO2)2•H2O, кристаллы
гексагональной сингонии,
пространственная группа P 612,
параметры ячейки a = 0,705 нм, c = 1,766 нм, Z = 6.
Ввиду наличию иона бария и нитрит-ионов ядовит.

## Химические свойства
- Разлагается при нагревании по сложному механизму:

{\displaystyle {\mathsf {Ba(NO_{2})_{2}\ {\xrightarrow {>220^{o}C}}\ BaO,NO,NO_{2},N_{2},O_{2}}}}